# Скаво (Козенца)
Скаво је насеље у Италији у округу Козенца, региону Калабрија.
Према процени из 2011. у насељу је живело 123 становника. Насеље се налази на надморској висини од 404 м.